# Хайман, Исаак
Исаак Хайман (нем. Isaac Heymann, иногда Хейман, нидерл. Heijmann, в старых русских источниках Гейман; 26 марта 1829, Аурас, Силезия; ныне Ураз, гмина Оборники-Слёнске, Польша — 10 августа 1906, Амстердам) — немецко-нидерландский хаззан, композитор. В 1881 году указом короля Виллема III был принят в нидерландское подданство.
Сын хаззана Пинхаса Хаймана из Белостока. Учился в Венгрии, затем занимал должность хаззана в Филене, Грауденце и Гнезене, получив по последнему месту службы прозвание «Гнезенский хаззан». В 1856 году стал главным кантором Амстердамской хоральной синагоги (его первое появление в этом качестве вызвало такое скопление народу, что потребовалось вмешательство полиции) и занимал свой пост до конца жизни. Заступив на эту ответственную должность, решил усовершенствовать свою композиторскую подготовку и занимался под руководством директора Кёльнской консерватории Фердинанда Хиллера, получив в 1863 году письменный отзыв Хиллера о мастерском уровне своих хоровых композиций. Автор множества хоральных сочинений, составлявших основу синагогального репертуара в Амстердаме. В 1898 году опубликовал сборник синагогальных мелодий «Schire Todah la-El», посвящённый королеве Вильгельмине (1898). Еврейская община Амстердама шумно отметила 40-летие работы Хаймана, а за месяц до его смерти, 29 мая 1906 года, было отпраздновано и 50-летие его службы в Амстердаме. Хайман считается основоположником амстердамской школы канторского пения.
Сын Хаймана Карл был известным пианистом. Дочери Хаймана София (1865—1943) и Ханна (1870—1943), музыкальные педагоги, погибли в концентрационном лагере Собибор.